# Ileana Bâja
Ileana Bâja (n. 1964, Constanța) este un poet și publicist român , membru fondator al Cenaclului de Marți din Constanța și al Asociației Arte/Litere ASALT. Studii de litere, la Universitatea Ovidius Constanța, în specializarea Limbă și Literatură Franceză-Limbă și Literatură Italiană (finalizate în 1997). Studii de Relații Internaționale și Integrare Europeană, la SNSPA București (1998-2000). În prezent este redactor la TVR Cultural - unde a realizat, printre altele, emisiunea săptămânală "Poezie pe pâine". 
A realizat pentru TVR Cultural documentarul ”Grădina cu suflete a baronului Bellu.  
A publicat poezie în România Literară, Contemporanul, Apostrof, Tomis, Viața Românească, Cronica, Paradigma, Ziarul de Duminică. Premiul revistei ”Apostrof” pentru volumul ”Vei muri, te vei vindeca”.  

## Volume publicate
- Gâtul păsării-mâna mea dreaptă (Ed. Ex Ponto, debut, 1999)
- Vei muri, te vei vindeca(Ed. Ex Ponto, 2001)
- Texte selectate în antologia Starea de plasmă (Ed. Pontica, 1999).